# Фанайлова, Елена Николаевна
Еле́на Никола́евна Фана́йлова (род. 19 декабря 1962, Воронеж) — советская и российская поэтесса, переводчица, журналистка.

## Биография и творчество
Окончила Воронежский медицинский институт и отделение лингвистики романо-германской филологии Воронежского университета. Работала врачом в областной больнице, преподавателем на факультете журналистики ВГУ, редактором областного телевидения. С 1995 корреспондент Радио Свобода, с конца 1990-х гг. живёт и работает в Москве. Работала для программы «Человек имеет право», вела программу «Далеко от Москвы: культура, города и люди бывшей советской империи». Автор программы «Свобода в клубах».
Стихи и рецензии публиковались в журналах «Знамя», «Новое литературное обозрение», «Критическая масса», «Сеанс», «Иностранная литература»,
«Митином журнале» и др. Печатала также переводы с украинского (стихи Сергея Жадана) и немецкого (стихи Бригитты Олешински). Колумнист портала OpenSpace.ru. Лауреат Премии Андрея Белого (1999), премии «Московский счёт» (2003), премии журнала «Знамя» (2008). Вышедшая в США книга Фанайловой «The Russian Version» (2009) в переводе Стефани Сандлер и Евгении Туровской получила премию Рочестерского университета как лучшая переводная книга года.  Стипендиат фонда Бродского — 2013.
По словам одного из критиков[кто?], «поэзия Елены Фанайловой с самого начала отличалась исключительной жёсткостью взгляда и резкостью высказывания. Однако на рубеже 1990—2000-х гг. она стала заметным явлением новейшей российской литературной действительности благодаря фокусировке внимания на гражданской теме, на проблеме личной исторической памяти и самоощущения личности в историческом контексте».
По стихам Фанайловой режиссёром Эдуардом Бояковым были поставлены спектакли в театре «Практика» (Москва) и «Сцена-Молот» (Пермь).

## Труды
- Путешествие. — СПб.: Северо-Запад; Митин журнал, 1994.
- С особым цинизмом. — М.: Новое литературное обозрение, 2000.
- Трансильвания беспокоит. — М.: О. Г. И., 2002.
- Русская версия. — М.: Emergency Exit, 2005. (Книга + CD)
- Чёрные костюмы. — М.: Новое издательство, 2008. (Новая серия).
- Лена и люди. М.: Новое издательство, 2011 (представление книги см.:

## Издания на других языках
- The Russian version. — Brooklyn: Ugly Duckling Press, 2009.